# Ditassa lisae
Ditassa lisae är en oleanderväxtart som beskrevs av G. Morillo. Ditassa lisae ingår i släktet Ditassa och familjen oleanderväxter. Inga underarter finns listade i Catalogue of Life.